# Zanobi da Strada
Zanobi da Strada (1312 ou 1313 à Strada in Chianti en Toscane – 1361 à Avignon) est un poète lauréat florentin de la Renaissance.

## Biographie
Né en 1312, à Strada in Chianti, petit village à deux lieues de Florence, Zanobi fut élevé par Giovanni Mazzuoli, son père, fameux grammairien, qui avait été le maître de Boccace. Zanobi acquit par ses talents une considération que son origine semblait lui refuser. En 1332, il remplaça Mazzuoli dans une école de belles-lettres établie à Florence, et s’y fit remarquer par son savoir. Sa réputation attira sur lui l’attention de son compatriote Niccolò Acciaiuoli, grand sénéchal du royaume de Sicile ; et cette protection lui valut d’abord la place de secrétaire du roi de Naples, et peu après (1355), l’honneur d’être couronné à Pise, par l’empereur Charles IV, qu’il remercia dans un discours latin, mêlé de prose et de vers, dont les bibliothèques de Florence ont conservé quelques copies (Oratio habita ad Carolum IV : de fama). Cet hommage public, qui, dans le quatorzième siècle, ne fut accordé qu’à Pétrarque, jeta un nouvel éclat sur le nom de Strada. Appelé à la cour d’Avignon, il fut nommé protonotaire apostolique, et secrétaire des brefs d’Innocent VI. Si l’on devait en croire un document publié par Lami (Novelle letterarie, 1748, p. 219), ce poète aurait été élevé au siège de Monte Casino, peu avant sa mort, arrivée dans la ville d’Avignon, en 1361. On ne peut juger de son mérite que d’après le témoignage de ses contemporains, qui l’ont regardé comme l’un des plus grands hommes de son temps. Pétrarque le loue beaucoup dans ses Lettres, dont quelques-unes sont adressées à notre poète, entre autres celle où il lui recommande de prendre soin de ses écrits. Les Florentins avaient conçu une si haute estime du mérite de Zanobi, que, le plaçant au même rang qu’Accursius, Dante, Pétrarque et Boccace, ils décidèrent, en 1396, que des tombeaux leur seraient élevés dans la Cathédrale Santa Maria del Fiore. La difficulté de réunir les cendres de ces illustres citoyens, morts presque tous hors de leur patrie , arrêta ce projet, ce qui est fait pour inspirer un grand regret de la perte des poésies de Strada dont il ne reste que cinq vers latins publiés par Mehus dans la vie de Traversari. Zanobi s’était proposé de chanter les exploits du premier Scipion, lorsqu’il apprit que son ami Pétrarque travaillait à un poème sur le même sujet (l’Afrique). Il n’osa pas se mesurer avec un rival aussi redoutable, et descendant au rôle modeste de traducteur, il s’exerça sur les Morales de saint Grégoire, ouvrage qui aurait dû le décourager par sa longueur, et qu’en effet, il n’eut pas le temps d’achever. L’Accademia della Crusca a honoré de ses suffrages ce grand travail, qu’elle a rangé au nombre des testi di lingua. Il en existe une ancienne édition intitulée ;
- I Morali del Pontefice san Gregorio Magno, sopra il libro di Giobbe, Florence, 1486, 2 vol. in-fol. Zanobi n’a pas été plus loin que le chapitre dix-huitième du dix-neuvième livre : la suite appartient à un traducteur anonyme (le bienheureux Giovanni da Tossignano, évêque de Ferrare). La rareté et le mérite de ce livre engagèrent le cardinal Tomasi d’en ordonner une réimpression (Rome, 1714-30, 4 vol. in-4°), qui est très-fautive, malgré les soins de Giusto Fontanini, qui s’était chargé d’en revoir les épreuves (voy. les Notes de Zeno à la Biblioth. italienne de Fontanini, tome 2, p. 469). On doit au cardinal Alessandro Albani d’en avoir fait continuer l’édition après la mort de son vénérable confrère. Une troisième édition sortit des presses de Simone, Naples, 1745, 4 vol. in-4°.
- Registrum litterarum apostolicarum Innocentii papæ sexti, anno sui pontificatus nono (1361), dans le Thesaurus novus anecdotorum, par Martène et Durand, tome 2, pag. 843- 1072.
- Sogno di Scipione, voltato in greco per Planude, e fatto volgare per Zanobi da Strada, Pise, 1816, in-8°. Voy. Filippo Villani, Vite d’uomini illustri Fiorentini, pag. VI. — Elogi d’uomini illustri Toscani , tome 1er, p. 160, et Tiraboschi, Storia della letteratura italiana, tome 5.